# 編布

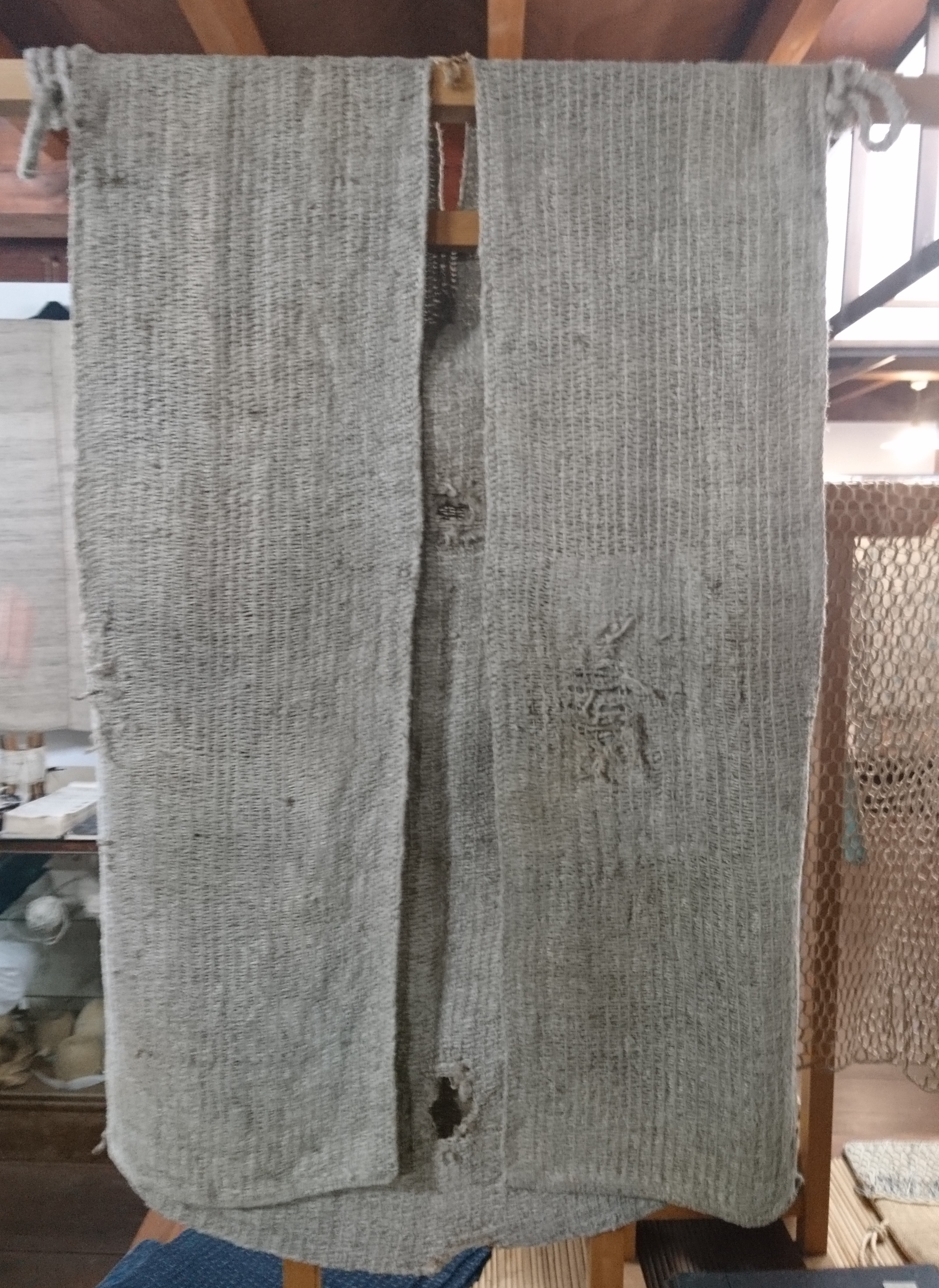
アンギンの袖なし上衣

編布（あんぎん）とは、自然植物から採取した繊維を材料とし、縄文時代から日本に存在したとみられる編み物の技法により作られた布である。古代に端を発し、大正時代から昭和時代初期までおもに農耕民らの仕事着や日用品に活用された。一般的な編み物と明確に区別すべく、「アンギン」とカタカナで表記されるのが一般的で、本項においても以下「アンギン」と記す。
狭義では便宜的に、縄文時代の衣服の意で「アンギン」と称する場合がある。
日本遺産「『なんだ、コレは！』信濃川流域の火焔型土器と雪国の文化」に特筆された越後アンギンがとくに知られる。

## 名称
考古学の観点から、縄文期の布に対する呼称として「アンギン」と命名したのは伊東信雄である。「あみぎぬ」が変化して「アンギン」と呼ばれるようになったとみられる。
一方、アンギンの復元的研究が行われている新潟県では、制作された時代を問わず、自然植物の繊維を材料とし編み技術によって布とされたものを総称して「アンギン」と呼ぶ。これらは袖なしの上衣、前掛け、前当てといった仕事着、袋などの製品に加工されて、昭和初期まで生活のなかで用いられた。このうち、新潟県中魚沼郡津南町樽田では袖なしの上衣を「アンギン」と呼んだが、同じものを新潟県東頸城郡松代町（現・十日町市）では「マギン」と呼んでおり、民俗学者・小林存によるアンギン研究の過程で、1953年（昭和28年）以降に収集された製品の素材と技法の共通点から、以後は総じて「アンギン」と呼ぶようになった。新潟の言葉では、「アンギン」の「ン」は「ミ」の訛りとみられる。

## 歴史

### 通史

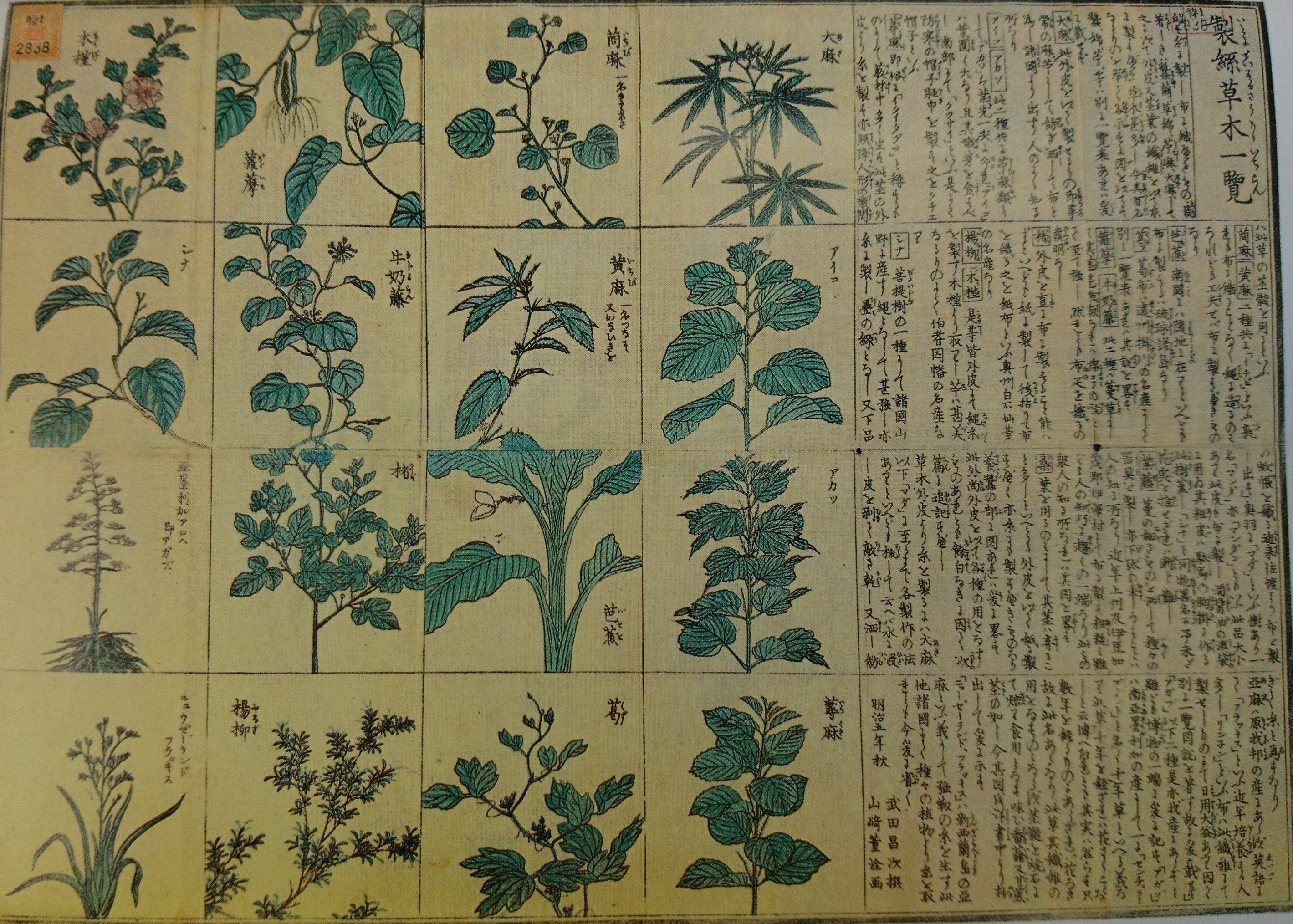
製糸草木一覧（明治5年秋刊行『教草』より）

明治時代に機械生産による糸や布が普及する以前は、草や木の皮を剥いで、その繊維を糸として編み布や織り布が作られてきた。その材料となった草木は大麻、苧麻、イラクサ、アカソ、藤、楮、科、オヒョウ、葛、芭蕉などが知られている。これらの自然植物の繊維を編んだ布・アンギンは、福井県三方郡にある縄文時代前期の鳥浜貝塚（約6,000年前）から発見されたものが現存する最古とみられる。ほぼ同時代の出土例に、青森県の三内丸山遺跡や山形県の押出遺跡がある。寒い地方では冬を過ごすために獣の皮を剥いで鞣した物をまとったと考えられ、世界各地にその例があるが、高温多湿の日本の風土では獣皮とはべつの通気性のある衣服も必要だったと考えられ、それがアンギンであったと考えられている。素材は大麻など、麻の繊維で編んだものが多々発見されている。縄文時代前期のアンギンは、網目が粗く、衣服に適したものではなかったが、縄文時代の末期の遺跡から発見されたアンギンのなかには人骨とともに発見され、衣服として使われたものと考えられるものもある。
20世紀半ば、アンギンは越後の民俗学者・小林存の仮説によって、織り布が誕生する以前の技術と定義されたことが、当時から服飾発達史研究において不適切と指摘されながら、論証されないまま学際的に流用され、1970年代後半の日本における博物館建設ブームのなかで、アンギンを「縄文の布」とする論理的飛躍が見られるようになり、現在に到る。しかし、縄文時代すでに織り目の布の圧痕のある土器も出土していることから、現在の研究では縄文時代すでに編み布だけでなく織り布も誕生していたと考えられている。編布に用いられたとみられる編み具を使って平織りの布を作ることも可能であり、編み目と織り目が連続する布の圧痕のある土器も出土している。

### 古代

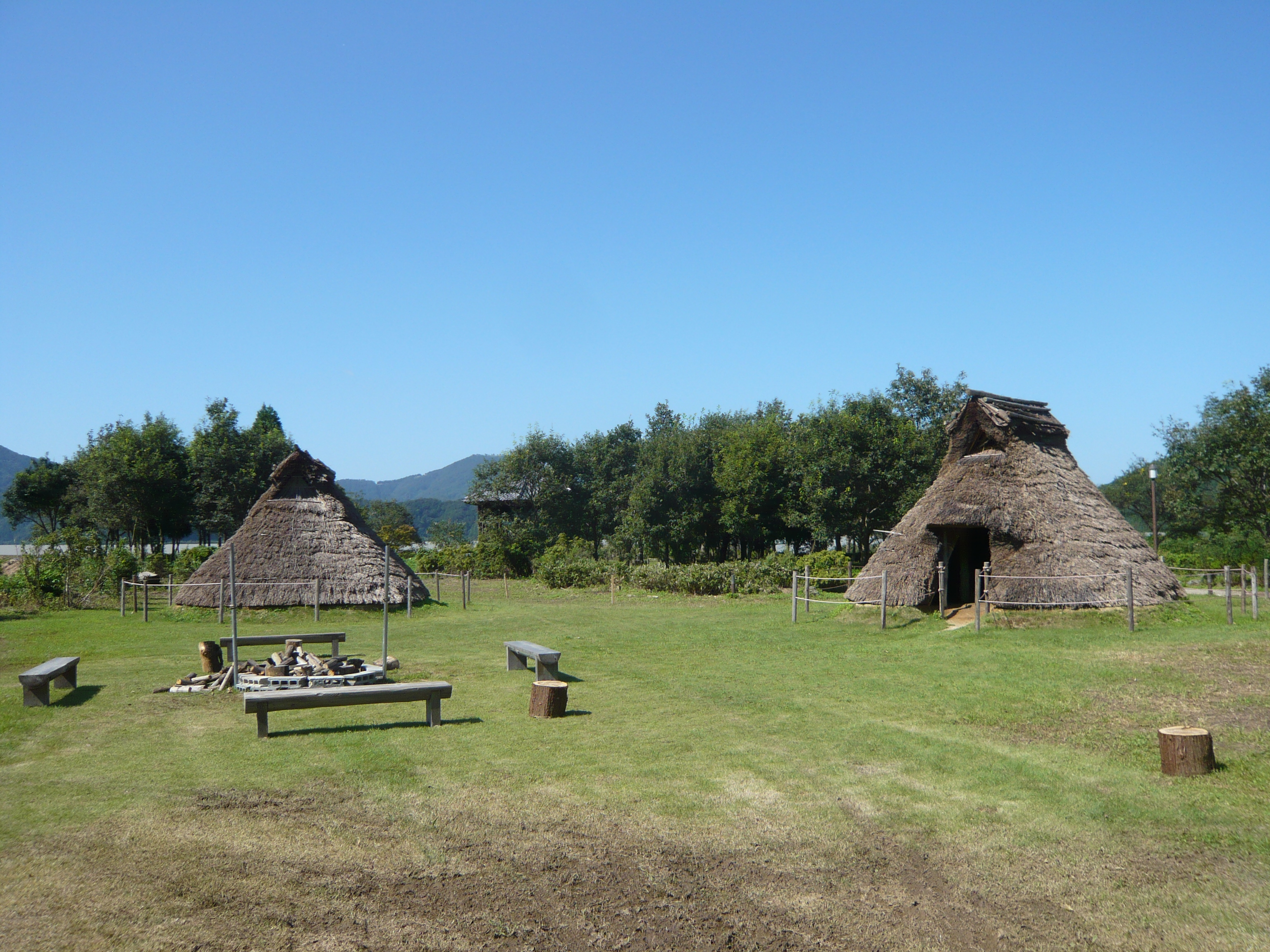
最古のアンギンが出土した福井県の鳥浜貝塚（復元）

考古資料における編み物の圧痕、いわゆる土器などに残された「網代圧痕」の発見は、1879年（明治12年）にエドワード・S・モースによる大森貝塚での発掘が初出である。詳細な分析は見送られたが、なんらか敷物の痕跡であることは指摘された。網代圧痕の研究は1893年（明治26年）に坪井正五郎が発表した考察が日本初とみられ、坪井はその編み方によって縄文期の編み布を7種に大別した。坪井の考案した分類法は、網代圧痕分類の基礎として現代まで広く採用され、編み物全般を扱った論考の中でも必ず用いられる基軸となった。
土器に残る圧痕例は九州地方（佐賀県、長崎県、熊本県、宮崎県、鹿児島県）に集中して出土し、「蓆目圧痕」、または「蓆目押圧文」と呼ばれている。
土器ではなく、土面に付着したものでは、北海道恵庭市のカリンバ3遺跡（縄文後期）の墓穴118号土坑の底から確認されており、埋葬者の服であった可能性が指摘される。
縄文時代晩期の遺跡からもっとも多く出土しているが、弥生時代に入ると出土量が減少し、織物に押されていったん衰退したと考えられるが、中世になると「馬衣」として絵巻『一遍聖絵（一遍上人絵伝）』などに編み布が登場する。

### 中世・近世

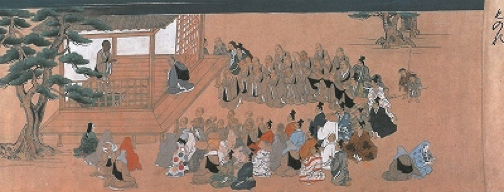
一遍聖絵の一場面

新潟県で発見されたアンギンの呼称のひとつに「マギン」があるが、これは「馬衣」の意で、馬の鞍下から尻にかける布として用いたことから、「マギン」と称した。
馬衣は中世の様々な文献に散見され、1296年（永仁4年）の一向宗の様子を記録した『天狗草紙』には「袈裟をバ、出家の法衣なりとて、これを着せずして、悉くに姿は僧形なり。これを捨つべき。或は馬衣をきて衣の裳をつけず。」と、馬衣（マギン）が一揆衆の装束となっていたことがわかる。『一遍聖絵』を研究した武田佐知子は、遊行上人知蓮（1459年-1531年）が記したとされる『真宗要法記』の記述から、「一遍が修行中に、信州佐久郡伴野の館に宿泊したとき、夜中に寒さのあまり傍らにかけてあった馬衣をとって衣の上からかぶった。翌朝もとの位置に掛けておいたところ、馬衣の編み目毎に光を発した。館の主人は、おおいに驚いてこれを敬い、馬衣を縫い綴って（阿弥衣に仕立てて）一遍に与えた。以来馬衣が時衆の法衣となった」と解説している。
1295年（永仁3年）の「男衾三郎絵詞」には、「馬の麻布」と称されたアンギンを身に付けた女児が描かれている。
近世では、上杉謙信も陣中で鎧下にアンギンを着ていたと伝えられる。

### 近代
江戸から明治期にかけて作られたとみられるアンギンの袋製品のなかには、藍で染色されていたものもある。また、明治期には紙糸を経糸と緯糸双方に用いたアンギン袋もあった。
アンギン技法と製品が実用品として明治時代まで作られ、使われたことが確実視されているのは信濃川流域の新潟県妻有（つまり）地方、21世紀現在の中魚沼郡津南町や十日町市である。1953年（昭和28年）に民家から発見された現物の研究や、生活用品としてのアンギン製作の経験者である松沢伝二郎からの聞き取りなどから、岩田重信によってアンギンの製法の研究や復元が取り組まれた。信濃川流域で発見された編布製品は、「アンギン」「マギン」「バト」など呼称は様々であったが、いずれも縄文時代の史料と同じ編み方であることが確認された。
国の重要有形民俗文化財「秋山郷及び周辺地域の山村生産用具」に指定された現存する編布は、津南町歴史民俗博物館に展示されている。復元された縄文衣服は十日町市博物館でみられ、袖無しの上衣で「越後アンギン」と称される。

## 技法

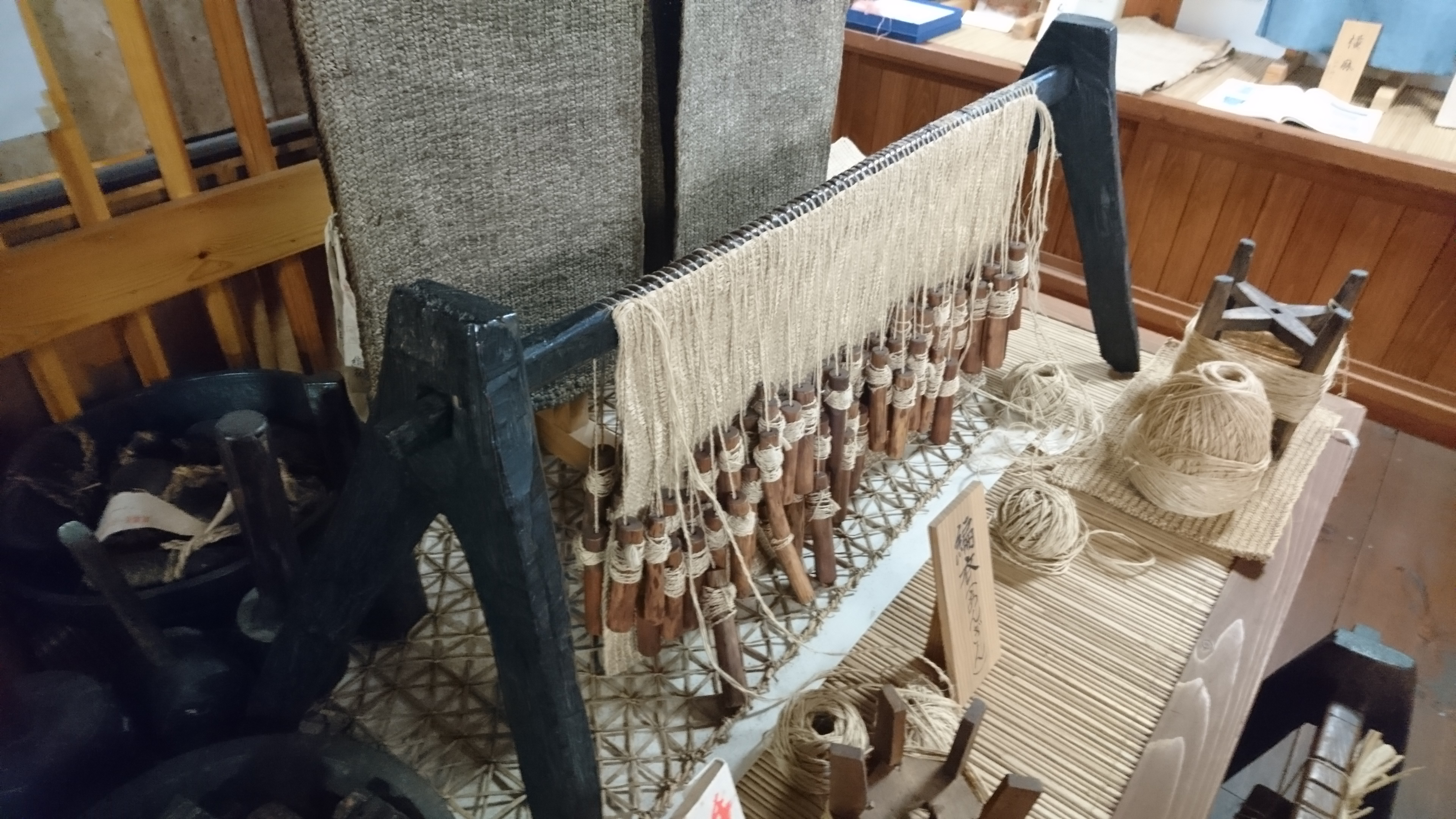
アンギンの編具

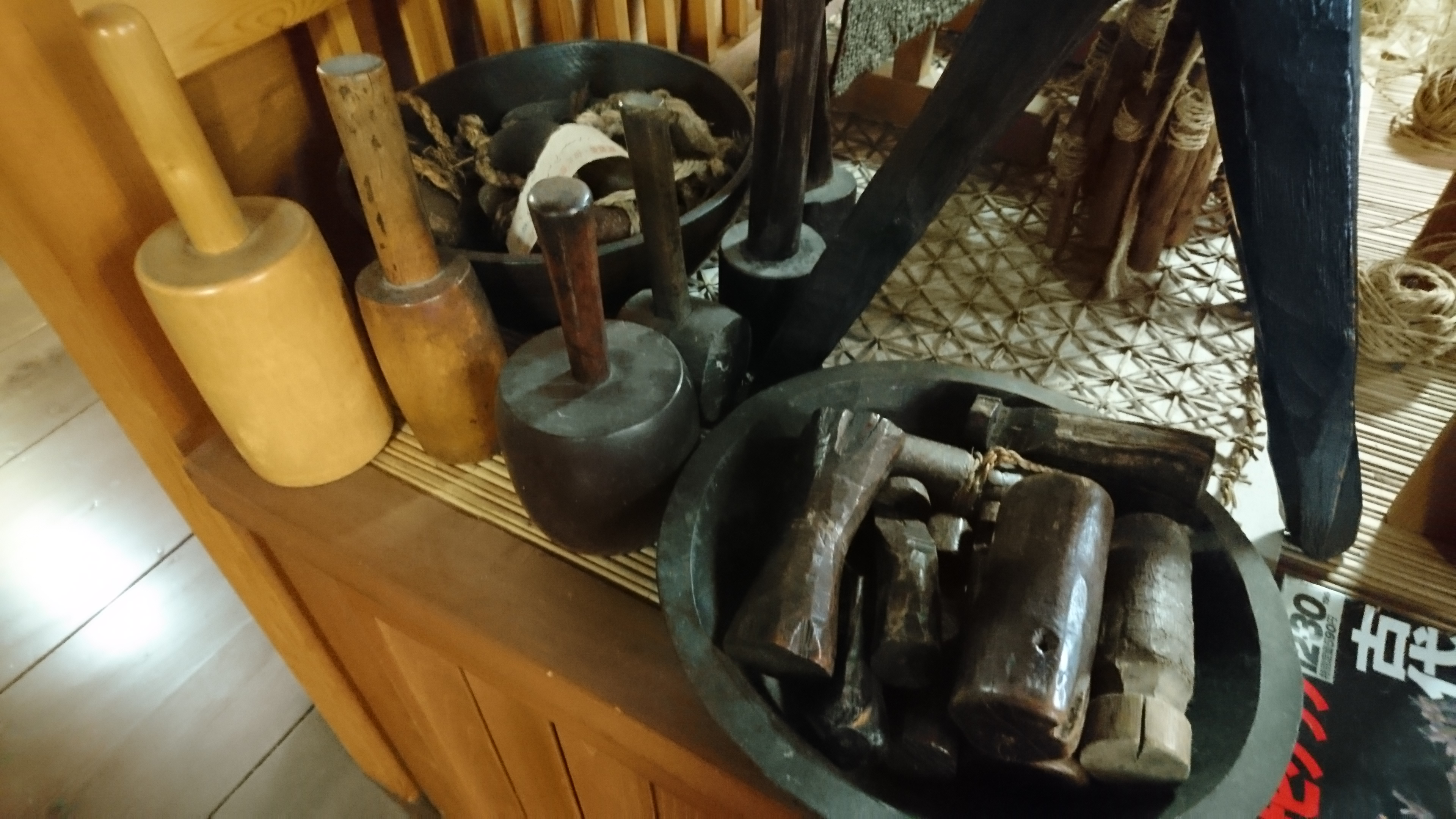
樹皮を叩いて柔らかくするための槌（左）と、編具の錘（右）

遺跡から発見された網代圧痕を研究した坪井正五郎は、その編み方を「簡単」「平等筋違縞」「変り縞」「雑り縞」「小紋編み出し」「模様編み出し」「三方編み」の7種に大別した。このうち「平等筋違縞」「変り縞」については緯糸の「超え」「潜り」「送り」によりさらに細分化される。こうした土器の網代圧痕の分析から、縄文時代にもっとも広域に普及していたとみられる編み方は、「2本超・2本潜り・1本送り」の編み技法であった。この「2本超・2本潜り・1本送り」の編み技法は坪井の分類では「筋違縞編み」に含まれ、「綾編み」と称される編み技法である。縄文時代から奈良時代にいたるまでの圧痕資料及び実物資料で、1本超・1本潜り・1本送りの平編み（坪井の分類では「簡単網代編み」と称する）よりも多用された。綾編みは材料の屈折が小さく、柔軟性に欠ける素材でも並行する各条を密接させられる利点があるためと思われる。
現代、アンギンの編み方とされている技法は、経糸2本を交差させてその間に緯糸を挟み込んで編む絡み編み（もじり編み）であり、簾の子や俵に用いられる編み技法と同じものである。横糸に対し、編んでいく縦糸が2本単位で、これが横糸をもじるようにして編むため、「もじり編み」とも呼ばれる。　この技法の出土例では、北海道東部斜里町の朱円遺跡（縄文後期）出土のものは、右撚りにつむいだ糸を2本右撚りに合わせ、経糸間隔4 - 6ミリ、緯糸は1センチメートル間に12本となっており、宮城県山王遺跡（縄文晩期）出土のものも、右撚りにつむいだ糸を2本右撚りに合わせたものだが、経糸間隔は8ミリで、緯糸は1センチ内に8本のものの他、経糸間隔10ミリ、緯糸は1センチ内に6 - 7本のものがある。また、三内丸山遺跡から出土した約5500年前（縄文前期中葉）のアンギンは１列の経糸に5本の緯糸を絡ませたものだった。
馬衣や、もともとは馬に掛ける衣から作られたという伝承が残る広島県尾道の西郷寺に伝わる袖付きの阿弥衣（1522年）に用いられたアンギンは、越後アンギンなどと比べて緯糸の間隔が広くとることで柔軟性をもたせた構造となっており、素材のみならず、編み方も用途に応じて工夫されていたことがうかがえる。なお、元は馬の衣から作られたとされる阿弥衣は、神奈川県の清浄光寺にも伝えられている。

## 素材

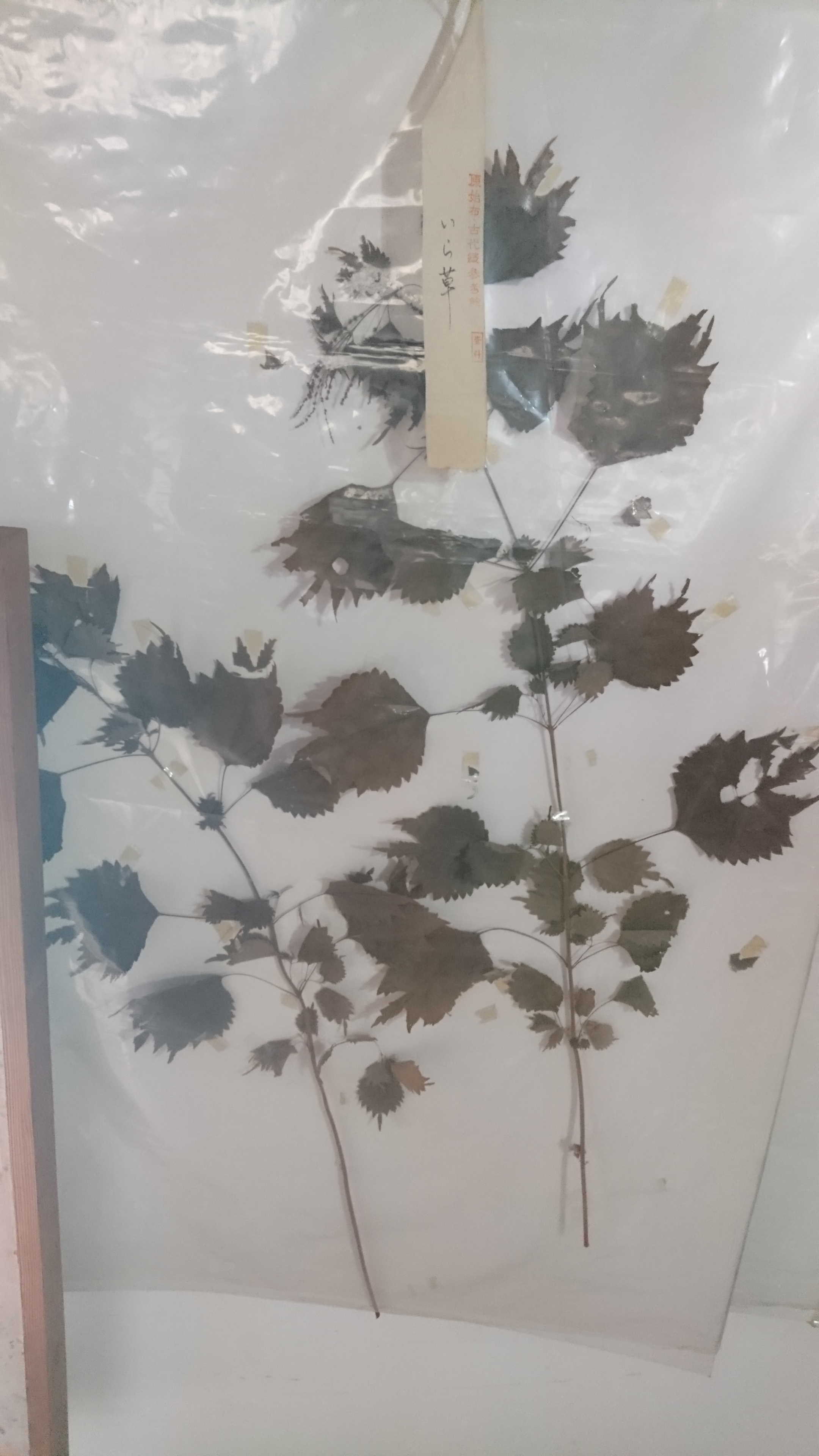
イラクサの標本

復元研究が行われた新潟県においてアンギンの糸の材料として主に知られているのは、イラクサ科の植物（カラムシ、アカソ、イラクサ）などの自然の植物である。現存する民俗資料のアンギンからは、袖なしの上衣はアカソ、馬衣は大麻、袋は苧麻や紙糸などが確認されている。

## 用途

### 縄文衣服としてのアンギン
日本人が衣服を身につけていたことを推測させる最も古い資料は、愛媛県にある縄文時代草創期（紀元前12,000～紀元前10,000年頃）の上黒岩岩陰遺跡から出土した「線刻のある礫石」（国立歴史民俗博物館蔵）である。長さが約4.5センチメートルのこの礫石には、半分に乳房のような線が描かれ、残り半分に草を編んだスカートのようなものを想起させる線が描かれている。編み物による衣服アンギンが着用されるようになったのは縄文時代早期（紀元前10,000年～紀元前4,000年頃）と推定され、歴史節で述べたように編み物の痕跡が残る土器が出土し、縄文時代前期（紀元前4,000年～紀元前3,000年頃）には麻によるアンギンの切れ端が出土している。
当時の衣服の全体像を、縄文時代中期（紀元前3,000年～紀元前2,000年頃）までの土偶から想像することは困難だが、縄文時代後期（紀元前2,000年～紀元前1,000年頃）から晩期にかけての土偶は多く出土していることから、その意匠から服飾を想像することはできるとする見解もある。尾関清子は著書『縄文の衣』において、縄文の衣服を再現する過程で、模様に関しては土偶を参考にしていると述べている。また、高倉洋彰は、縄文中期の長野県葦原遺跡や晩期の青森県古縣遺跡出土の土偶から、縄文期の編布製の服を、上衣と下衣に別れたタイプと推測している。ただし、縄文時代後期には、編布よりも高度な機織りの技術が伝来し、織物が普及して各地の遺跡から出土していることから、土偶の意匠がアンギンであるとは断定されない。
日本列島における古代の服飾について、やや後の時代になるが3世紀末頃の『魏志倭人伝』では、男子は「横幅、ただ結束して相連ね、ほぼ縫うことなし（横に長い布をただ巻いて結ぶ）」、女子は「単被の如く、中央をうがち頭を貫きてこれを着る（ワンピースのように、布を筒にして頭の部分に穴を開けて着た。貫頭衣）」であったと伝えている。

### 漆の精製に用いられた縄文編布
縄文アンギンは「漆こし」にも用いられており、縄文時代晩期前半の中山遺跡（秋田県五城目町所在）や縄文時代後期から晩期の米泉遺跡（石川県金沢市所在）に出土例がみられる。米泉遺跡の出土例は編布の目がついた漆断片で繊維は残されていなかったが、京都工芸繊維大学の布目順郎名誉教授(当時）が顕微鏡で調べた結果アカソとみられる。また、中山遺跡のアンギンはカラムシ製であった。
縄文後期のカリンバ3遺跡（北海道恵庭市所在）の墓穴119号土坑から出土した赤漆塗りの櫛の付け根の部分から綿状の糸の痕跡が残されており、編み目の跡と想定される小さな直線上の点が確認され、東海学園女子短期大学の尾関清子によれば、漆塗りの下地作業の一つとされる「布着せ」に用いたものとみられる。

## 越後アンギンの発見

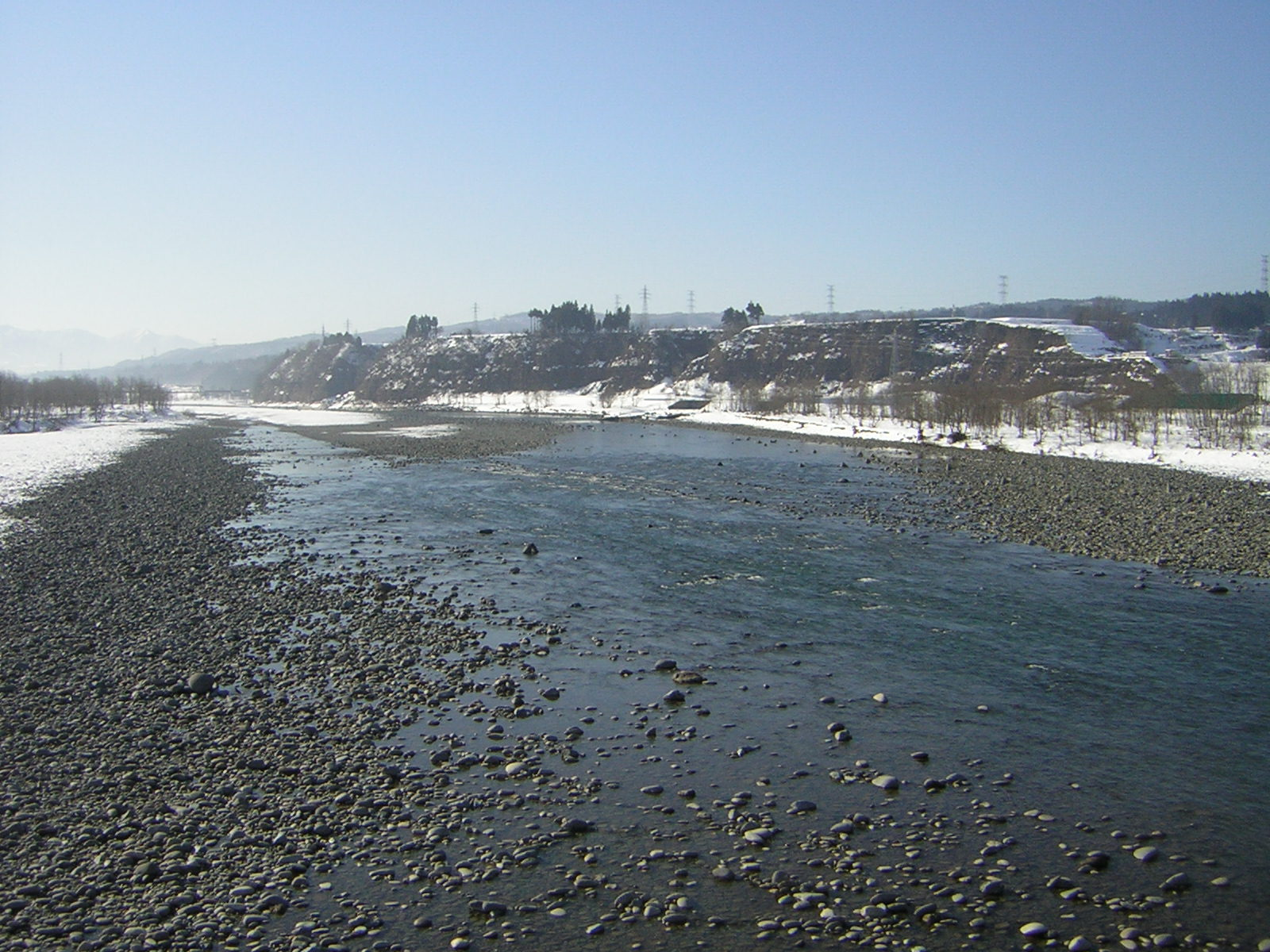
信濃川（十日町市）

唯一近代までアンギンが生産・使用されていたことが確認されている信濃川流域では、新潟県の東頸城郡、中魚沼郡、北魚沼郡、南魚沼郡でのみ実際に生活のなかで使用されてきた近代のアンギンが発見されており、大正年間から昭和初期には廃れたものと考えられている。この地域のアンギンは、経糸に丈夫さを求め、緯糸は布の柔軟性を生み出す工夫がされ、緯糸にはイラクサやアオソの繊維が用いられていた。
1906年（明治39年）、新潟新聞の記者であった小林存（当時28歳）は、『秋山記行』（鈴木牧之・著、文政11年）に寒中の防寒着として紹介された「網衣（あみきぬ）」に関心を持ったことから「秋山部落の探検」紀行文を新潟新聞に連載するなど郷土研究への道を歩み始め、1935年（昭和10年）１月に新潟県の郷土研究誌『高志路』を創刊する（当時58歳）。小林は 1947年（昭和22年）から1953年（昭和28年）にかけて文献調査を通してアンギンを模索し、1890年（明治23年）刊行の『温古の栞 拾壱篇』（温古談話會）で紹介された民謡に歌われた布を、『秋山記行』の「編衣」と同定し、アンギンを「織り布より古い時代に誕生した編み衣である」と位置づける考えに到り、この見解は1954年（昭和29年）１月の『民間伝承』第18巻1号の「方言解説」のなかで「アンキンは編み衣なり」と定義し、初めて公に示された。
論考発表に先立つ1953年（昭和28年）、小林は十日町市の原田屋旅館を拠点に中魚沼郡内の山村地域で調査を行い、5月にアンギンの残欠（実物）を発見、同年9月に完全な状態のアンギンを発見するに至る。発見場所は津南町上結東であった。
同年、小林は新潟県民俗学会を創設し、『高志路』はこの新潟県民俗学会の会誌に引き継がれて2016年（平成28年）時点で400号を数えた。
新潟県最初のアンギン発見地となった津南町では、これを町のシンボルと位置づけ、2012年（平成24年）頃に町の農業・縄文・民俗の体験学習施設「農と縄文の体験実習館 なじょもん」を開館、文化財の管理や研究をすすめるとともに、縄文時代の文化や歴史に親しむ様々な企画展やワークショップを実施している。